# 953年
| 千纪： | 1千纪 |
| 世纪： | 9世纪 \| 10世纪 \| 11世纪 |
| 年代： | 920年代 \| 930年代 \| 940年代 \| 950年代 \| 960年代 \| 970年代 \| 980年代                                                                                    |
| 年份： | 948年 \| 949年 \| 950年 \| 951年 \| 952年 \| 953年 \| 954年 \| 955年 \| 956年 \| 957年 \| 958年                                                              |
| 纪年： | 癸丑年（牛年）；于阗同慶四十二年；辽應曆三年；南汉乾和十一年；后蜀广政十六年；南唐保大十一年；北汉祐六年；后周（吴越、荆南）广顺三年；大理廣德元年；日本天曆七年 |

## 大事记
- 中国
  - 王逵被后周任命为武平節度使。
  - 王溥出任后周宰相。
- 德国
  - 洛林公爵“红”康拉德与士瓦本公爵鲁道夫发动叛乱，被奥托一世迅速镇压。
- 其他
  - 沧州铁狮子铸成。

## 出生
- 柴宗训，后周皇帝（973年去世，20岁）
- 萧绰，辽朝皇太后（1009年去世，56岁）

## 逝世
- 述律平，耶律阿保机的皇后（879年出生，74岁）
- 劉言，五代時期武平節度使（出生年月不明）